# Александрово (област Стара Загора)
 За останалите български села с това име вижте Александрово.  
Александрово е село в Южна България. То се намира в община Павел баня, област Стара Загора. 

## География
Село Александрово се намира на двата бряга на река Тунджа в планински район между Стара планина и Средна гора, на 35 км западно от Казанлък.

## История
Село Александрово се появява много отдавна на територията, на която се намира и сега. 
Стари имена на селото са Окчилар (Окчълар) и Огджълу. През 1879 г. е преименувано на Александрово в чест на руския император Александър II.

## Население
Населението на селото през годините:
| \| Година на преброяване \| Численост \| \| --------------------- \| --------- \| \| 1926 \| 2788 \| \| 1934 \| 2962 \| \| 1946 \| 3031 \| \| 1956 \| 2807 \| \| 1965 \| 2788 \| \| 1975 \| 2820 \| \| 1985 \| 2686 \| \| 1992 \| 1937 \| \| 2001 \| 1845 \| |           |
| Година на преброяване | Численост |
| 1926 | 2788      |
| 1934 | 2962      |
| 1946 | 3031      |
| 1956 | 2807      |
| 1965 | 2788      |
| 1975 | 2820      |
| 1985 | 2686      |
| 1992 | 1937      |
| 2001 | 1845      |

В селото има преобладаващо ромско и турско население.

## Културни и природни забележителности
Александрово се намира между Средна гора и Стара планина, през него тече река Тунджа. Според местни легенди на близкият старопланински връх преди години е имало село, което било тихо, закътано и необезпокоявано от никой; други истории разказват, че там е имало огромна крепостна стена, с която хората се предпазвали от желанието на мъстители за поробване от турски и други племена. Но каквото и да е имало там, то сега там има малка барака, наричана от местните хора „манастирчето“.

## Обществени институции
Училището в селото е открито почти незабавно след Освобождението – през 1879 г. През 1881 г. е построена църквата, а през 1896 г. е създадено читалището „Кирил и Методий“.

## Редовни събития
На 22 март всяка година се организира кукерски събор за посрещането на пролетта.

## Личности
Родени в Александрово
- Д. Хр. Неделчев (1882 - ?), участник в Илинденско-Преображенското въстание в Одринско с четата на Кръстьо Българията[4]